# TGV Daysee
El TGV Dasye és un model de tren d'alta velocitat francès fabricat per Alstom i operats per SNCF. És una evolució de la sèrie TGV Duplex.
Són trens de doble pis amb una velocitat màxima en servei comercial de 320 km/h. Estan pensats per a cobrir serveis internacionals, ja que admeten sistemes de seguretat i electrificació que s'utilitzen fora de França. Dasye prové de «Duplex ASYnchrone ERTMS». Són classificades com a sèrie 700 de la SNCF.

## Característiques
La sèrie és estèticament similar a la TGV Duplex, i incorpora tecnologia de la sèrie TGV POS, com una nova tracció amb motors asíncrons o la presència del sistema ERTMS.
Les motrius de la branca 701 van arribar a la via el 2006, i van ser provades amb els remolcs de la branca 619. Va obtenir la seva homologació completa el 14 de febrer de 2008. En total van ser encarregades 52 branques, que van començar a lliurar-se en 2008 i que es continuen fabricant en l'actualitat.
La distribució interior disposa de nous colors blaus i endolls en els seients, mentre que la resta és molt similar a la sèrie TGV Duplex.

## Línies per les quals circula
Aquest model té com a objectiu augmentar els enllaços amb el sud, especialment amb Espanya a través de la línia d'alta velocitat Perpinyà-Figueres i la Línia d'alta velocitat Barcelona-Frontera fracesa. La resta de branques Duplex no poden entrar a Espanya a causa que no disposen del sistema de seguretat ERTMS.
També està prevista la seva utilització en la línia Rin-Rhode, que es construeix entre Dijon i Mülhausen, i la finalització de la qual està prevista al desembre de 2011.